# شتاکن
شتاکن (به آلمانی: Berlin-Staaken) یک منطقهٔ مسکونی در آلمان است که در شپانداو واقع شده‌است. شتاکن ۴۱٬۴۷۰ نفر جمعیت دارد.